# 整建
整建，指房屋的改进、装潢、修理等过程。主要应用于居民住房与商业建筑领域。
整建又稱復修工程，在香港俗稱建築物的大型維修，例如十數年的房屋至幾十年的唐樓整建，包括建築物結構安全評估、外牆翻新、水管更換等項目工程。

## 相關
- 裝修
- 古物古跡
- 活化
- 市區更新